# Eva Bes
Eva Bes (ur. 14 stycznia 1973 w Saragossie) – hiszpańska tenisistka.
Tenisistka odnosząca sukcesy głównie w turniejach cyklu ITF. Pierwsze zwycięstwo w tego typu zawodach odniosła w 1992 roku, wygrywając niewielki turniej w Hebronie w Hiszpanii. Następny wygrała dopiero po czterech latach na Majorce. W sumie w swojej karierze wygrała sześć turniejów w grze singlowej i dwadzieścia dziewięć w deblowej rangi ITF.
Start w rozgrywkach WTA rozpoczęła w 1998 roku od udziału w kwalifikacjach do wielkoszlemowego Australian Open, ale przegrała w pierwszej rundzie z Janą Nejedly. W kwietniu tego samego roku, po udanych kwalifikacjach, zagrała po raz pierwszy w turnieju głównym WTA w Budapeszcie, gdzie pokonała w pierwszej rundzie Janette Husarovą a przegrała w drugiej z Sandrine Testud. Udanie przeszła też kwalifikacje do French Open i zagrała w pierwszej rundzie turnieju głównego z Květą Hrdličkovą z Czech, z którą przegrała 6:4, 3:6, 3:6.
W następnych latach wielokrotnie brała udział w rozgrywkach cyklu WTA, ale największe sukcesy w karierze przyniósł jej rok 2001. Na turnieju w Antwerpii, po przejściu kwalifikacji, dotarła do półfinału turnieju głównego, w którym przegrała jednak z Czeszką, Klarą Koukalovą. W wielkoszlemowym French Open, również po wygranych kwalifikacjach, po raz pierwszy i jedyny zagrała w turnieju głównym, gdzie pokonała w pierwszej rundzie Pavlinę Nolę i przegrała w drugiej z Mirjaną Lucic.
Sportową karierę zakończyła w 2003 roku.

## Finały turniejów WTA
| Legenda                | Legenda |
| ---------------------- | ------- |
| Wielki Szlem           |         |
| Igrzyska olimpijskie   |         |
| WTA Tour Championships |         |
| 1988 – 2008            |         |
| Kategoria I            |         |
| Kategoria II           |         |
| Kategoria III          |         |
| Kategoria IV           |         |
| Kategoria V            |         |

### Gra podwójna
| Końcowy wynik | Nr | Data             | Turniej  | Nawierzchnia | Partnerka                   | Przeciwniczki                                | Wynik finału  |
| ------------- | -- | ---------------- | -------- | ------------ | --------------------------- | -------------------------------------------- | ------------- |
| Finalistka    | 1. | 13 czerwca 1999  | Taszkent | Twarda       | Gisela Riera                | Jewgienija Kulikowska Patricia Wartusch      | 6:7, 0:6      |
| Finalistka    | 2. | 11 sierpnia 2002 | Helsinki | Twarda       | María José Martínez Sánchez | Swietłana Kuzniecowa Arantxa Sánchez Vicario | 3:6, 7:6, 3:6 |

## Wygrane turnieje rangi ITF
| turnieje z pulą nagród 100 000 $ |
| turnieje z pulą nagród 75 000 $  |
| turnieje z pulą nagród 50 000 $  |
| turnieje z pulą nagród 25 000 $  |
| turnieje z pulą nagród 15 000 $  |
| turnieje z pulą nagród 10 000 $  |

### Gra pojedyncza
|    | Data       | Turniej       | Kat. | ($)    | Naw.   | Finalistka        | Wynik         |
| 1. | 17/02/1992 | Hebron        | ITF  | 25 000 | ziemna | Claire Wegink     | 7:6, 6:4      |
| 2. | 24/11/1996 | Majorka       | ITF  | 10 000 | ziemna | Laura Pena        | 6:3, 7:5      |
| 3. | 29/06/1997 | Velp          | ITF  | 10 000 | ziemna | Jolanda Mens      | 6:4, 6:7, 7:5 |
| 4. | 06/07/1997 | Hoorn         | ITF  | 10 000 | ziemna | Yvette Basting    | 6:2, 6:3      |
| 5. | 23/07/2000 | Fontanafredda | ITF  | 25 000 | ziemna | Gloria Pizzichini | 6:4, 6:1      |
| 6. | 24/06/2001 | Gorycja       | ITF  | 25 000 | ziemna | Raluca Sandu      | 6:0, 1:6, 6:3 |

## Finały juniorskich turniejów wielkoszlemowych

### Gra podwójna (1)
| Końcowy wynik | Rok  | Turniej     | Nawierzchnia | Partnerka          | Przeciwniczki                 | Wynik finału |
| Zwyciężczyni  | 1991 | French Open | Ceglana      | Inés Gorrochategui | Zdeňka Málková Eva Martincová | 6:1, 6:3     |